# Longicoelotes senkakuensis
Espèce
Synonymes
- Coelotes senkakuensis Shimojana, 2000

Longicoelotes senkakuensis est une espèce d'araignées aranéomorphes de la famille des Agelenidae.

## Distribution
Cette espèce est endémique de l'archipel Nansei au Japon. Elle se rencontre sur Uotsuri-jima et Minami-kojima dans les îles Senkaku.

## Description
La femelle holotype mesure 9,4 mm.

## Étymologie
Son nom d'espèce, composé de senkaku et du suffixe latin -ensis, « qui vit dans, qui habite », lui a été donné en référence au lieu de sa découverte, les îles Senkaku.

## Publication originale
- Shimojana, 2000 : Description of eleven new species of the genus Coelotes (Araneae: Amaurobiidae) from the Ryukyu Islands, Japan. Acta Arachnologica, vol. 49, p. 165-189 (texte intégral).